# Another Country (Cassandra Wilson)
Another Country feat.Fabrizio Sotti è un album della cantante  jazz Cassandra Wilson pubblicato nel 2012 ed ha raggiunto la seconda posizione nella Jazz Albums.

## Tracce
1. Red guitar – (Cassandra Wilson)
2. No more blues  –  (Cassandra Wilson/Fabrizio Sotti)
3. O sole mio
4. Deep blue – (Fabrizio Sotti)
5. Almost twelve – (Cassandra Wilson/Fabrizio Sotti)
6. Passion - (Cassandra Wilson/Fabrizio Sotti)
7. When will i see you again - (Cassandra Wilson/Fabrizio Sotti)
8. Another country – (Cassandra Wilson/Fabrizio Sotti)
9. Letting you go – (Fabrizio Sotti)
10. Olomuroro – (Cassandra Wilson/Fabrizio Sotti)
11. O sole mio funk

## Formazione
- Cassandra Wilson – voce
- Fabrizio Sotti – chitarra elettrica e acustica
- Lekan Babalola – batteria
- Mino Cinelu – batteria
- Nicola Sorato  – basso elettrico
- Julien Labro  – fisarmonica
- NOCCA (New Orleans Center for Creative Arts) - coro